# Orgești
Orgești falu Romániában, Erdélyben, Fehér megyében.

## Fekvése
Târsa mellett fekvő település.

## Története
Orgeşti korábban Târsa része volt, 1956 körül vált külön 127 lakossal.
1966-ban 131, 1977-ben 115, 1992-ben 75, 2002-ben 51 román lakosa volt.